# Iragna (plaats)
Iragna is een plaats en voormalige gemeente in het Zwitserse kanton Ticino, en maakt deel uit van het district Riviera.
Iragna telt 538 inwoners.